# Doroshenkoa
Doroshenkoa is een geslacht van rechtvleugeligen uit de familie krekels (Gryllidae). De wetenschappelijke naam van dit geslacht is voor het eerst geldig gepubliceerd in 2004 door Gorochov.

## Soorten
Het geslacht Doroshenkoa  is monotypisch en omvat slechts de volgende soort:
- Doroshenkoa cambodiensis (Gorochov, 2004)